# CYP24A1
Le cytochrome P450 24A1 (en abrégé CYP24A1 ) est un membre de la superfamille des enzymes du cytochrome P450 codée par le gène CYP24A1 . C'est une monooxygénase mitochondriale qui catalyse des réactions, dont la 24-hydroxylation du calcitriol (1,25-dihydroxyvitamine D 3 ). Cette enzyme joue un rôle important dans l'homéostasie du calcium et dans le système endocrinien de la vitamine D par sa régulation du taux de vitamine D 3.

## Fonctions
Le CYP24A1 est une enzyme exprimée dans la mitochondrie des humains et d'autres espèces. Il catalyse les réactions d'hydroxylation qui conduisent à la dégradation de la 1,25-dihydroxyvitamine D 3, la forme physiologiquement active de la vitamine D. L'hydroxylation de la chaîne latérale produit de l'acide calcitroïque et d'autres métabolites qui sont excrétés dans la bile,.
Le CYP24A1 a été identifié au début des années 1970 et on a d'abord pensé qu'il était impliqué dans le métabolisme de la vitamine D rénale en tant que 25-hydroxyvitamine D3-24-hydroxylase, modifiant le calcifediol (25-hydroxyvitamine D) pour produire du 24,25-dihydroxycholécalciférol (24,25- dihydroxyvitamine D). Des études ultérieures utilisant le CYP24A1 recombinant ont montré qu'il pouvait également catalyser plusieurs autres réactions d'hydroxylation au niveau des carbones de la chaîne latérale appelés C-24 et C-23 à la fois dans le 25-OH-D 3 et dans la forme hormonale active, 1,25-(OH) 2 J 3. Il est maintenant considéré comme responsable de l'ensemble de la voie d'oxydation à partir du 1,25-(OH) 2 D 3 produisant de l'acide calcitroïque. 
Le CYP24A1 est également capable de catalyser une autre voie qui commence par la 23-hydroxylation de la 1,25-(OH) 2 D 3 et fini avec la 1,25-(OH) 2 D 3 -26,23-lactone. 
Les chaînes latérales des dérivés de l'ergocalciférol (vitamine D 2 ), 25-OH-D 2 et 1,25-(OH) 2 D 2, sont également hydroxylées par le CYP24A1. 
La structure du CYP24A1 est hautement conservée entre les différentes espèces bien que le reste des fonctions puisse différer.

## Régulation
Le CYP24A1 est exprimé dans les tissus qui sont considérés comme des cibles pour la vitamine D, notamment les reins, les intestins et les os. La transcription du gène CYP24A1 est nettement inductible par la liaison de la 1,25-(OH) 2 D 3 au récepteur de la vitamine D. Grâce à la régulation de l'expression du CYP24A1, un système de contrôle par rétroaction négative est créé pour limiter les effets de la 1,25-(OH) 2 D 3. 
La PTH et le FGF23 régulent également l'expression du gène CYP24A1. De plus, il est régulé par la traduction via l'IRES dans le 5'UTR, qui réagit à un environnement inflammatoire. 

## Pertinence clinique
On pense que le fonctionnement anormal du CYP24A1 est l'une des causes de l'hypercalcémie infantile sévère. Cependant, de plus en plus de patients sont également diagnostiqués à l'âge adulte, souvent lorsqu'ils présentent une hypercalcémie. Les patients porteurs de mutations du gène CYP24A1 ont des concentrations sériques de calcium élevées, une 1,25-(OH) 2 D sérique élevée, des concentrations de PTH supprimées, une hypercalciurie, une néphrocalcinose, une néphrolithiase et parfois une réduction de la densité osseuse. Des variations du gène peuvent également être trouvées chez les personnes atteintes de calculs rénaux. 
Une revue systématique a démontré qu'une expression élevée ou SNP du CYP24A1 était positivement corrélée à une durée de survie plus courte dans divers types de cancer. Les patients traités avec des médicaments exprimaient fortement le CYP24A1 et avaient une durée de survie plus courte par rapport à la sous-population qui exprimait un niveau inférieur de CYP24A1.